# Seznam nejprodávanějších hudebních umělců
V tomto seznamu nejprodávanějších hudebních umělců jsou uvedeni nejvýdělečnější umělci, kteří prodali nejvíce alb a singlů.

## Seznam
| Umělec          | Původ              | Aktivní období  | Žánr                                  | Uváděné prodeje         | Zdroj                       |
| --------------- | ------------------ | --------------- | ------------------------------------- | ----------------------- | --------------------------- |
| The Beatles     | Spojené království | 1960–1970       | rock / pop                            | 600 milionů 500 milionů | [ 1 ] [ 2 ] [ 3 ]           |
| Michael Jackson | USA                | 1964–2009       | pop / rock / dance / soul / R&B       | 500 milionů 400 milionů | [ 4 ] [ 5 ] [ 6 ]           |
| Elvis Presley   | USA                | 1954–1977       | rock and roll / pop / country         | 400 milionů 310 milionů | [ 7 ] [ 8 ]                 |
| Abba            | Švédsko            | 1972-současnost | pop                                   | 375+ milionů            |                             |
| Elton John      | Spojené království | 1964–současnost | pop / rock                            | 300 milionů 250 milionů | [ 9 ] [ 10 ] [ 11 ] [ 12 ]  |
| Madonna         | USA                | 1979–současnost | pop / dance / electronica             | 275 milionů 200 milionů | [ 13 ] [ 14 ] [ 15 ]        |
| Led Zeppelin    | Spojené království | 1968–1980       | hard rock / blues rock / folk rock    | 300 milionů 200 milionů | [ 16 ] [ 17 ] [ 18 ] [ 19 ] |
| Rihanna         | Barbados USA       | 2005–současnost | R&B / pop / dance / hip hop           | 250 milionů 230 milionů | [ 20 ] [ 21 ] [ 22 ] [ 23 ] |
| Pink Floyd      | Spojené království | 1965–1996, 2014 | progresivní rock / psychedelický rock | 250 milionů 200 milionů | [ 24 ] [ 25 ] [ 26 ]        |